# Pellaea pumila
Pellaea pumila là một loài dương xỉ trong họ Pteridaceae. Loài này được Rydb. mô tả khoa học đầu tiên năm 1900.
Danh pháp khoa học của loài này chưa được làm sáng tỏ. 